# La película de la novelista
La película de la novelista ( en coreano: 소설가의 영화, romanizado: Soseolgaui Yeonghwa, en su título internacional en inglés: The Novelist's Film) es una película dramática en blanco y negro de Corea del Sur de 2022 escrita y dirigida por Hong Sang-soo . Protagonizada por Lee Hye-young y Kim Min-hee, fue descrita como la película que "celebra la belleza de los encuentros casuales, mientras habla sobre la importancia de la autenticidad en el deshonesto mundo del cine" por el director ejecutivo Carlo Chatrian de 72° Festival Internacional de Cine de Berlín, donde se estrenó en la sección de competencia el 16 de febrero de 2022. Es el tercer año consecutivo que Hong Sang-soo ha sido invitado al festival. La película ganó el Gran Premio del Jurado Oso de Plata en el festival, que es el cuarto para las películas del director Hong Sang-soo . Se estrenó en cines en Corea del Sur el 21 de abril de 2022.

## Reparto
- Lee Hye-young como la novelista Jun-hee
- Kim Min-hee como Gil-soo, actriz[4]
- Jo Yoon-hee
- Seo Young-hwa
- Kwon Hae Hyo
- gi ju bong
- Parque Mi-so
- Ha Seong Guk

## Producción
La película se filmó durante dos semanas en las afueras de Seúl en marzo de 2021 con Lee Hye-young y Kim Min-hee como protagonistas principales. Las fotos fijas del sitio de producción se publicaron el 12 de abril de 2022.

## Estreno
Fue el tercer año consecutivo que el director de la película, Hong Sang-soo, compitió por los principales premios en la sección de competencia del Festival Internacional de Cine de Berlín. Sus dos películas anteriores The Woman Who Ran (2020) e Introducción (2021) fueron seleccionadas en la sección de competencia en las ediciones 70 y 71 del festival. La película se proyectó el 16 de febrero de 2022 en el Berlinale Palast por primera vez. También se proyectó en la sección Carrera en el Festival Internacional de Cine Independiente de Buenos Aires, que se llevó a cabo del 19 de abril al 1 de mayo de 2022, y en el Festival de Cine de Estambul el 12 de abril de 2022.
La película se estrenó en cines en Corea del Sur el 21 de abril de 2022. Se proyectó en la sección Masters & Auteurs del 46° Festival Internacional de Cine de Hong Kong el 16 de agosto de 2022. También llegó a la sección Ícono del 27º Festival Internacional de Cine de Busan y se proyectó el 6 de octubre de 2022.
La película fue seleccionada en la lista principal del Festival de Cine de Nueva York de 2022, que se llevó a cabo del 30 de septiembre al 16 de octubre de 2022.
La película fue estrenada en los Estados Unidos por The Cinema Guild .

## Recepción

### Taquilla
La película se estrenó en 66 pantallas el 21 de abril de 2022.
Al 21 de agosto de 2022 se encuentra en el puesto 49 de todas las películas coreanas estrenadas en el año 2022, con una recaudación de 71.560 dólares y 10.492 espectadores.

### Respuesta de la crítica
En Rotten Tomatoes, el 100% de las reseñas de 26 críticos son positivas, con una puntuación media de 7,9/10. El consenso de la web reza así: "Hong Sang-soo reafirma su capacidad para destilar belleza y sabiduría de lo mundano en La película de la novelista, una deliberación pura y deliciosa sobre el proceso creativo de un artista". Metacritic, que utiliza una media ponderada, asignó a la película una puntuación de 82 sobre 100, basada en 10 críticos, lo que indica una "aclamación universal".
David Rooney de Hollywood Reporter escribió que la película "oculta pensamientos sobre la insularidad de las comunidades creativas, el tictac del reloj en la vida de un artista y la importancia de permanecer abierto a encontrar la verdad incluso en lo que parecen ser conexiones aleatorias". Concluyendo la reseña, Rooney dijo: " La película de la novelista es una entrada sin disculpas, despojada hasta el punto en que parece tratarse de nada y no tiene nada especialmente profundo que decir. Pero es un ejercicio placentero para un artista en continua conversación consigo mismo sobre el valor de su trabajo y lo que le aportan sus colaboradores. Como tal, podría decirse que la función número 27 de Hong es menos un nuevo capítulo esencial que una nota al pie de página de todo lo que ha hecho antes". Guy Lodge, que hizo una reseña para Variety, opinó: "La última miniatura del prolífico autor surcoreano no figurará entre sus obras más esenciales, pero aún ofrece muchos placeres lúdicos". Stephanie Bunbury de Deadline escribió: "Aquí hay otra película de caminar y hablar del favorito del festival Hong Sang-soo, que resume una parte de la vida coreana con su delicadeza esquiva habitual". Para concluir, Bunbury afirmó que "la película, en lugar de compartir una sensación de finalización, deja en claro que este es el flujo de la vida creativa. Ellos [el novelista y el director] seguirán trabajando. Es lo que hacen." 
James Mottram del South China Morning Post otorgó 3,5 estrellas de 5 y escribió: "La película de Hong está impulsada por una suave coincidencia y buen humor". Mottram opinó que "aquellos que no tienen paciencia para el delicado estilo cinematográfico de Hong pueden encontrar The Novelist's Film frustrante, pero esta historia simplemente filmada de interacción humana tiene una belleza propia". Jake Cole, de Slant Magazine, otorgó 3,5 estrellas de 4 y escribió: " The Novelist's Film sugiere que Hong aún tiene que agotar sus métodos para obtener significado y belleza de los detalles más cotidianos, y tal vez que su trabajo más sólido aún esté por venir". ." 
Dennis Schwartz calificó la película como B+ y dejó que el espectador "juzgue si Hong Sang-soo aporta lo suficiente aquí para tener éxito en hacer una película que sea agradable y significativa, pero Schwartz la encontró "gentil, sincera e inspiradora". Rory O'Connor de The Film Stage calificó la película como B y encontró los diálogos "tan puntiagudos y autorreflexivos como siempre". Opinó que la película es "modesta, pero alegre". Para concluir, escribió: "Lo último de Hong, que se hizo durante las restricciones de COVID, con muchas máscaras a la vista, y para el que Hong filmó, editó e incluso compuso la partitura, es en última instancia una pequeña oda a la expresión".

## Premios y nominaciones
| Año  | Otorgar                                               | Categoría                                                                                          | Destinatarios/Nominados | Resultado     |  |
| ---- | ----------------------------------------------------- | -------------------------------------------------------------------------------------------------- | --- | ------------- |  |
| 2022 | 72° Festival Internacional de Cine de Berlín          | Gran Premio del Jurado Oso de Plata                                                                | La película del novelista\| rowspan="" style="background-color:none;color:black; text-align:center; vertical-align:middle;" \| | [ 26 ] [ 27 ] |  |
| 2022 | 42a Asociación Coreana de Premios de Críticos de Cine | rowspan="" style="background-color:none;color:black; text-align:center; vertical-align:middle;" \| | La película del novelista\| rowspan="" style="background-color:none;color:black; text-align:center; vertical-align:middle;" \| | [ 28 ]        |  |